# لو ناغي
لو ناغي (9 مايو 1960 بهاميلتون في كندا - ) هو لاعب كرة قدم كندي في مركز الهجوم. شارك مع منتخب كندا تحت 20 سنة لكرة القدم. أما مع النوادي، فقد لعب مع تورونتو بليزارد وأتلانتا تشيفز وبالتيمور بلاست ‏ وDenver Avalanche ‏ وهَاميلتون ستيلرز ‏ وهاميلتون ستيلرز ‏.

## وصلات خارجية
- لو ناغي على موقع الاتحاد الدولي (مؤرشف)  (الإنجليزية)